# Iwan Szyszkin
Iwan Iwanowicz Szyszkin, ros. Иван Иванович Шишкин (ur. 13 stycznia?/25 stycznia 1832 w Jełabudze, zm. 8 marca?/20 marca 1898 w Petersburgu) – rosyjski malarz, pejzażysta, realista, współzałożyciel stowarzyszenia Pieriedwiżników.

## Życiorys
Urodził się w Jełabudze (w dzisiejszym Tatarstanie), w rodzinie kupieckiej. Ukończył gimnazjum w Kazaniu. Jego ojciec po długich wahaniach zgodził się na podjęcie przezeń nauki malarstwa. Przez cztery lata studiował w Moskiewskiej Szkole Malarstwa, Rzeźby i Architektury, a następnie, w latach 1856–1860 w petersburskiej Cesarskiej Akademii Sztuk, którą ukończył z najwyższymi wyróżnieniami i złotym medalem za dwa obrazy pod wspólnym tytułem Widok z wyspy Wałaam. Kukko. Akademia umożliwiła mu także w nagrodę kontynuację studiów za granicą.
Przez trzy lata (1862–1865) Szyszkin mieszkał i pracował w Szwajcarii i w Niemczech, a także w Czechach, Francji, Belgii i Holandii. Tam zainteresował się technikami litografii i akwaforty, jego prace wzbudziły wielki podziw publiczności i krytyki w Düsseldorfie w 1865 m.in. za precyzję kreskowania i filigranowy rysunek detali. Mimo to jego technika malowania pejzaży, skłonność do szczegółowego oddawania wszelkich detali, nie znajdowała poparcia i zrozumienia u malarzy zachodnioeuropejskich, co powiększało jego zniechęcenie i pogłębiało tęsknotę za Rosją. Pod koniec pobytu w Niemczech namalował w 1865 r. Pejzaż pod Düsseldorfem, olejny obraz wystawiony i nagrodzony dwa lata później w Paryżu na Wystawie Światowej. Obraz ten stał się też przepustką dla Szyszkina do członkostwa w petersburskiej Cesarskiej Akademii Sztuk, które przyznano mu po jego powrocie do Rosji w 1865 r. Przyłączył się do utworzonego w 1870 „Towarzystwa Wystaw Objazdowych” (pieriedwiżnicy – Передвижники: Iwan Kramskoj, Ilja Riepin, Isaak Lewitan, Wasilij Surikow i in.), a także stowarzyszenia rosyjskich akwarelistów. W tym czasie prowadził także klasę pejzażu w Wyższej Szkole Sztuki. Wkrótce został także profesorem Akademii.
Wystawiał swoje prace w Akademii Sztuk, na Wystawie Ogólnorosyjskiej w Moskwie (1882), w Niżnym Nowogrodzie (1896) oraz na Wystawach Światowych w Paryżu (1867 i 1878) i Wiedniu (1873). Szyszkin w swoich technikach malarskich do perfekcji opanował studium natury, wsławił się doskonałością w malowaniu drzew i lasów, był też wybitnym rysownikiem i grafikiem.
Życie osobiste Szyszkina obfitowało w tragedie. Dwukrotnie żonaty, dwukrotnie owdowiał. Przedwcześnie zmarli także jego synowie. Swoich problemów jednak nie przelewał na płótno, jego pejzaże są pełne słońca i życia, co zresztą niektórzy jego przeciwnicy krytykowali, twierdząc, iż jego obrazy są jedynie kolorowymi pocztówkami.
Sam zmarł w roku 1898 przy sztalugach, rozpoczynając nowy obraz.

Iwan Szyszkin pędzla I. Kramskiego, 1880

## Galeria prac artysty

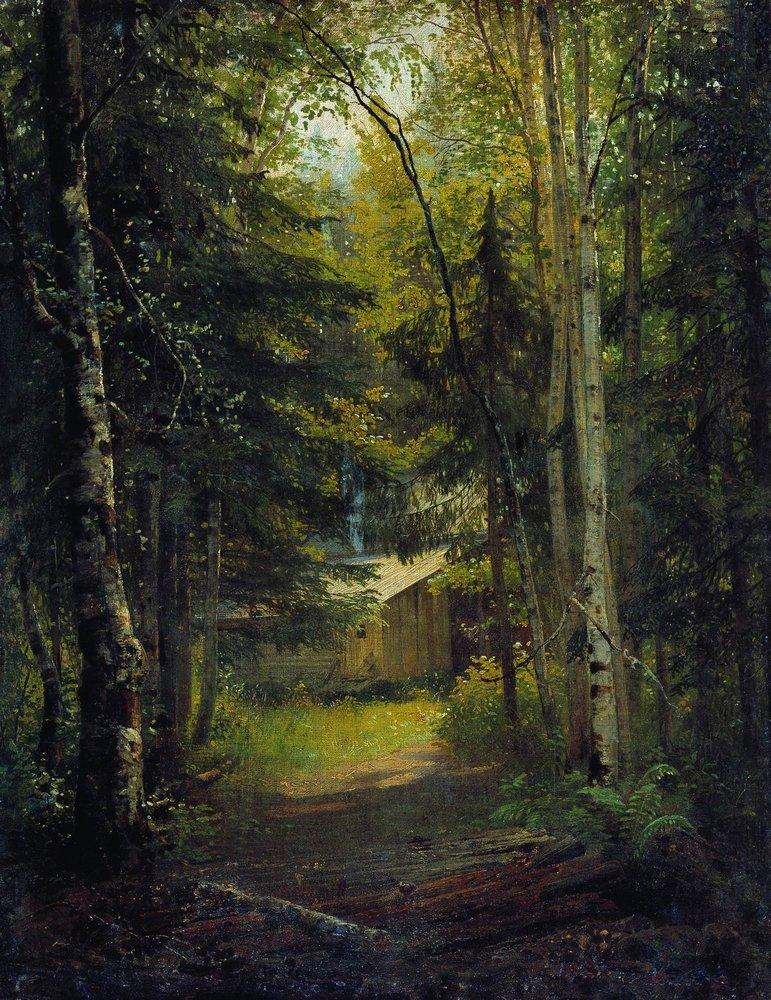
Chatka w lesie (Сторожка в лесу, 1870)
Las brzozowy (Берёзовый лес, 1871)
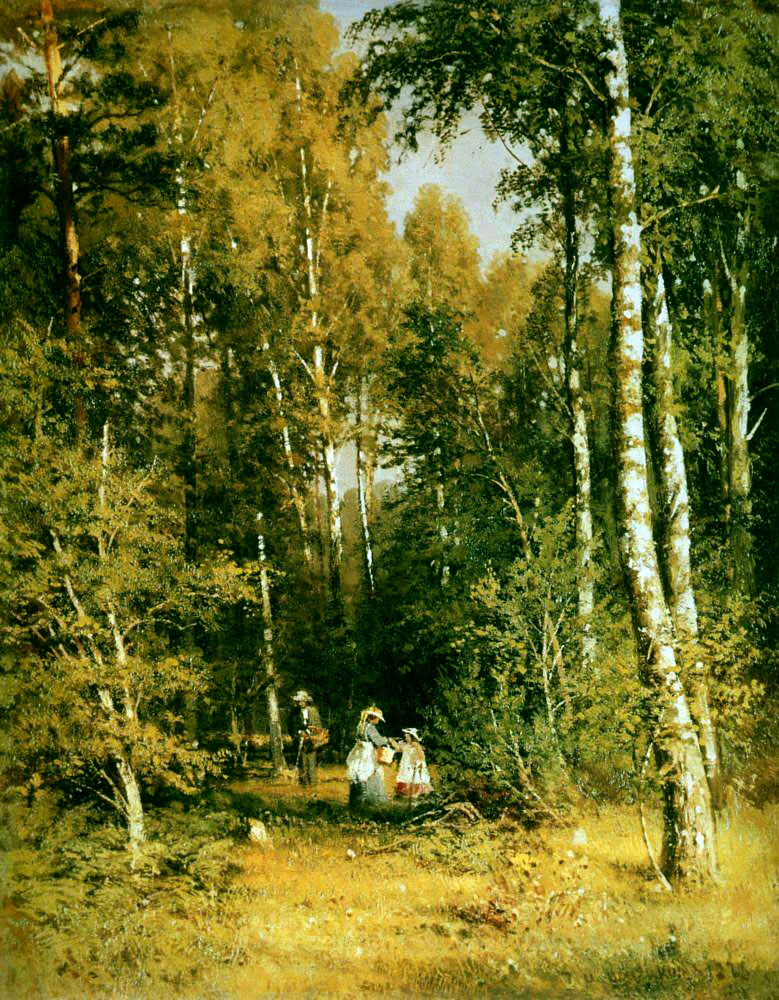
Zagajnik brzozowy (Берёзовая роща, 1878, Narodowe muzeum Azerbejdżanu)
Żyto (Рожь, 1878)
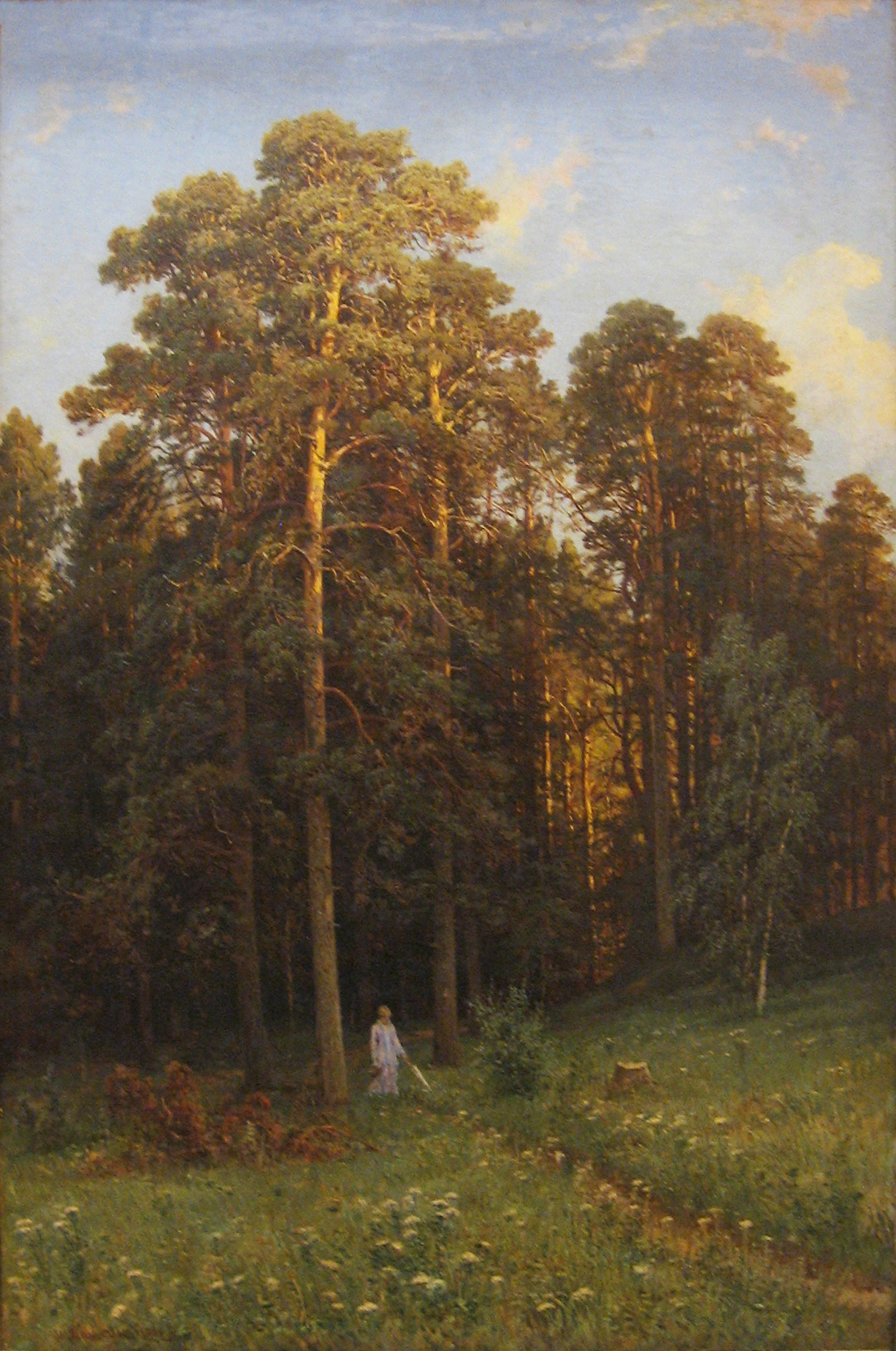
Na skraju sosnowego lasu (На опушке соснового леса, 1882, Lwowska galeria sztuki)
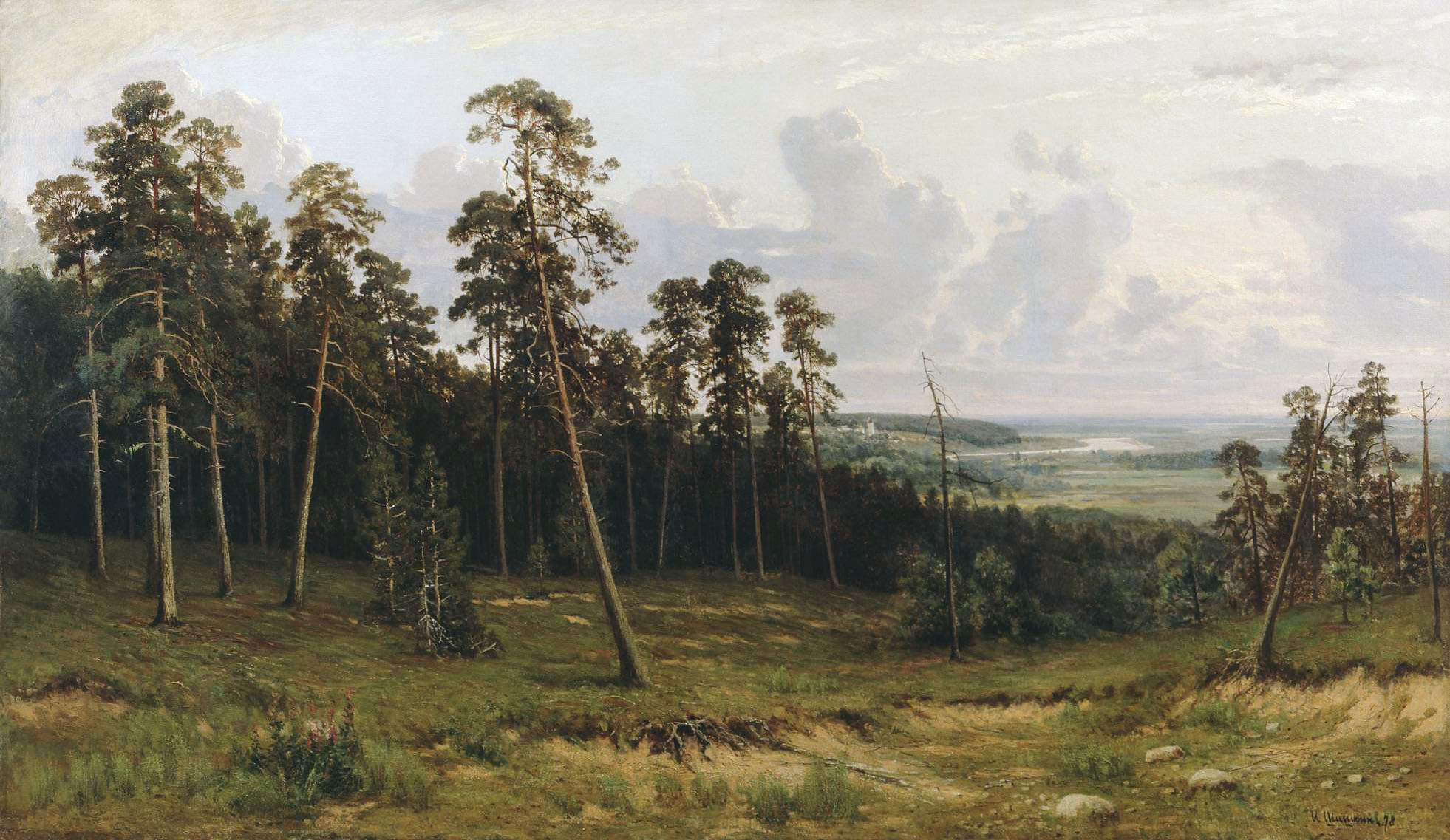
Skraj lasu (Опушка леса, 1882)
Wieczór (Вечер, 1882)
Strumień w brzozowym lesie (Ручей в берёзовом лесу, 1883)
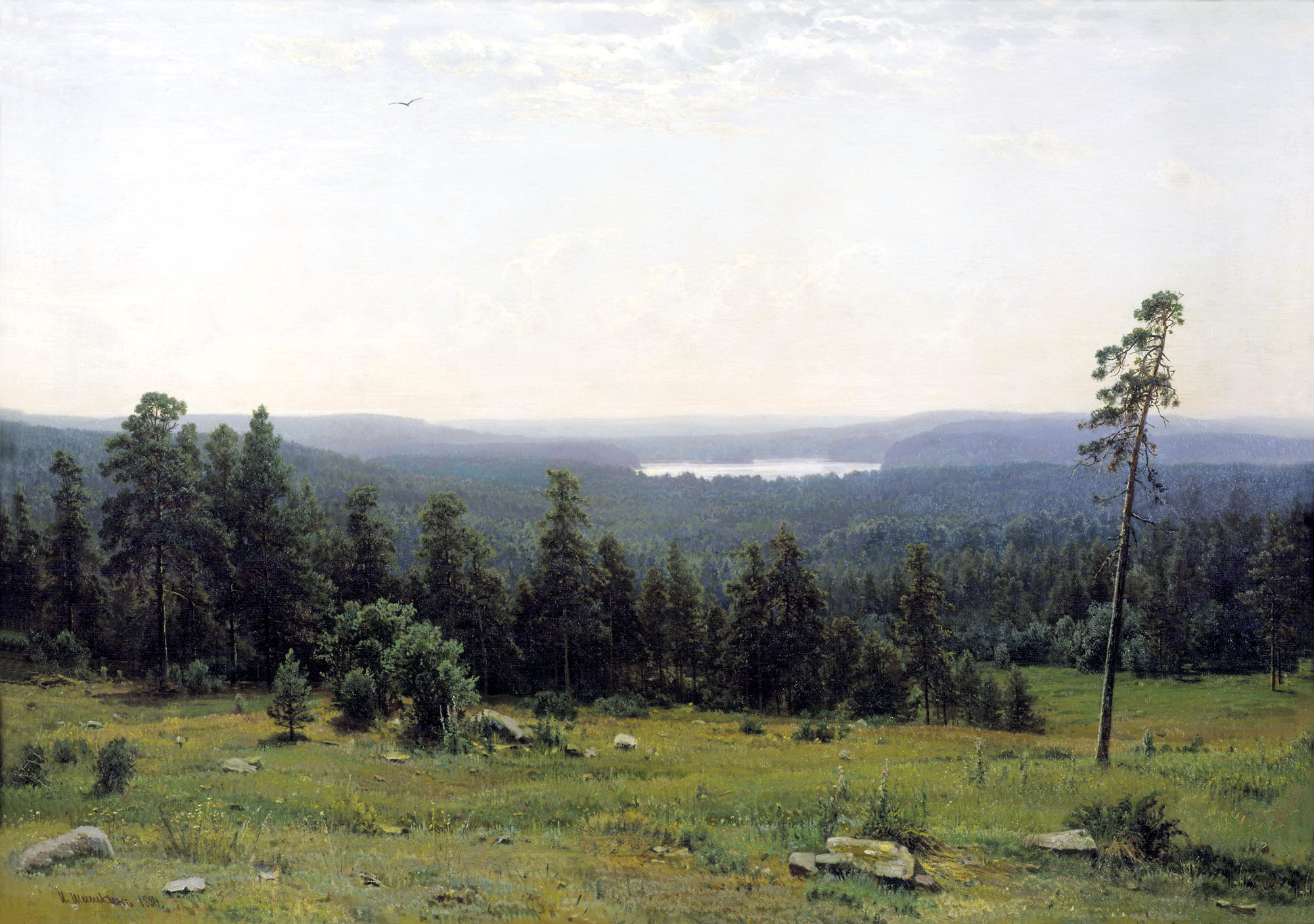
Leśna dal (Лесные дали, 1884)
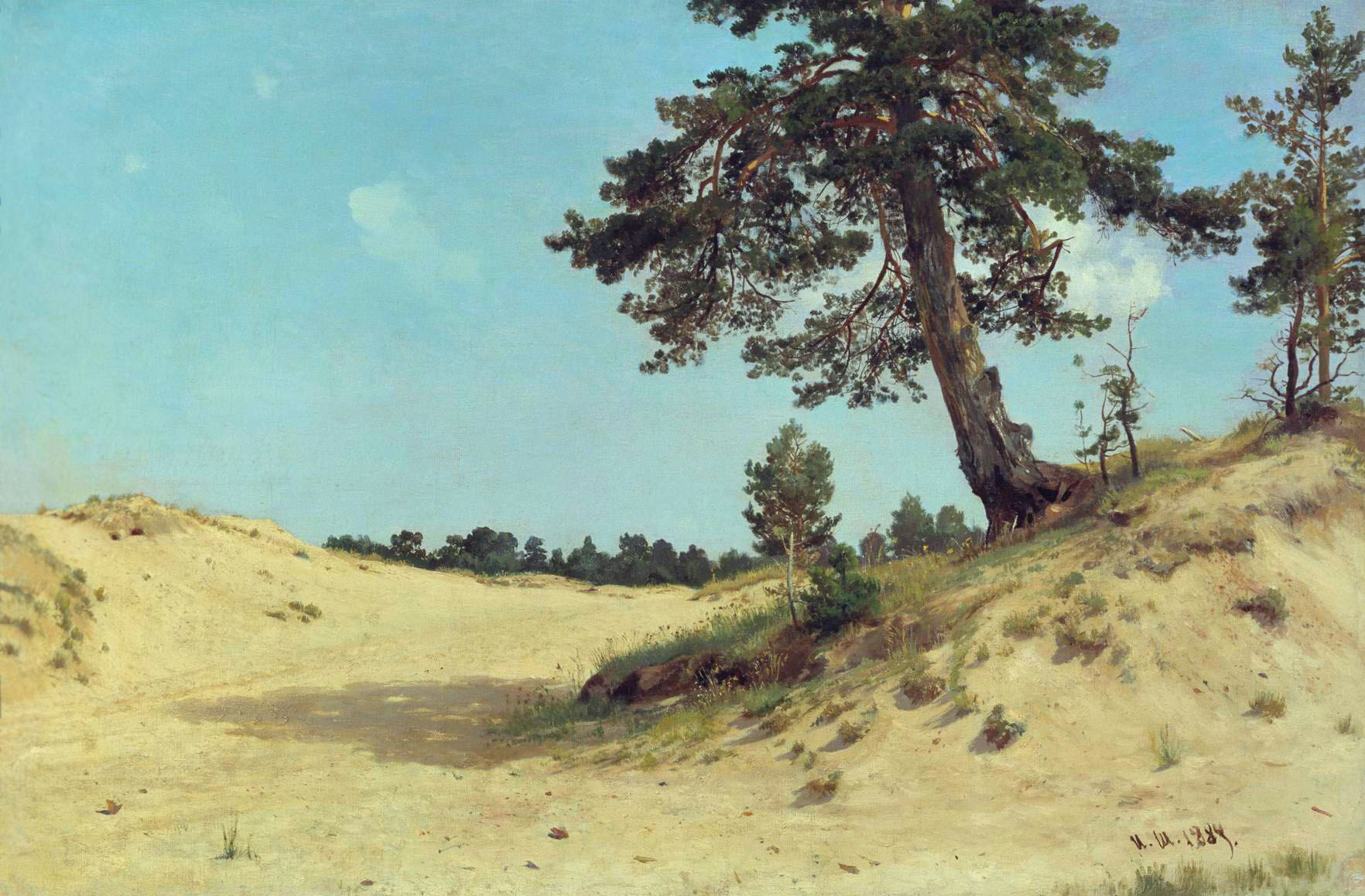
Sosna na piasku (Сосна на песке, 1884)
Krajobraz Polesia (Полесский пейзаж, 1884)
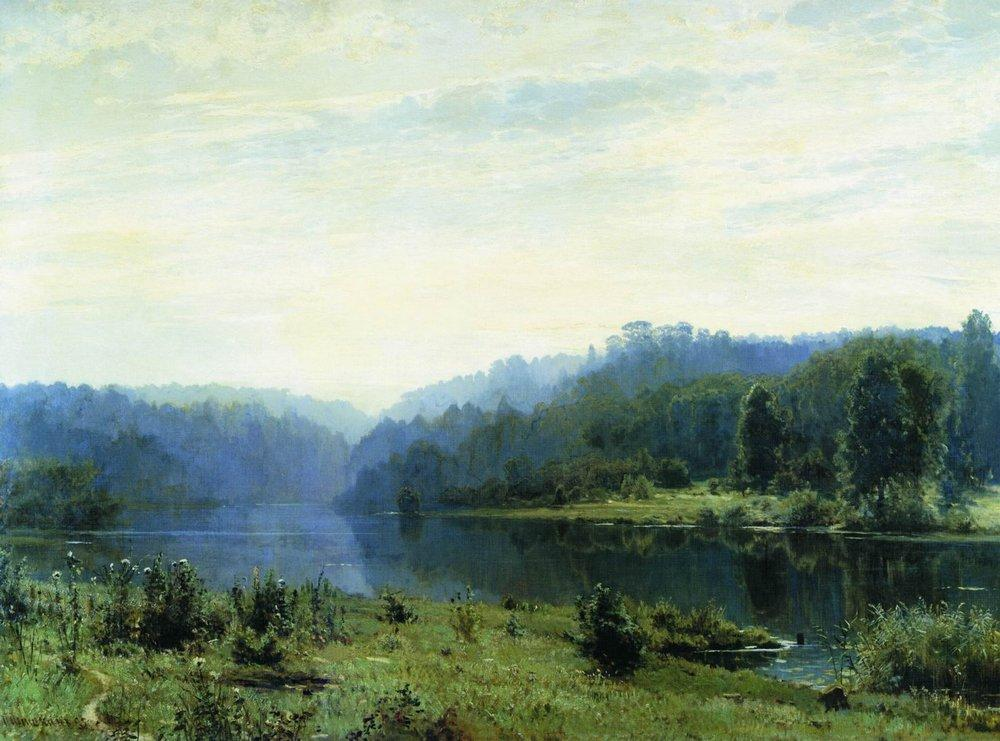
Mglisty poranek (Туманное утро, 1885)
Lasek dębowy (Дубовая роща, 1887)
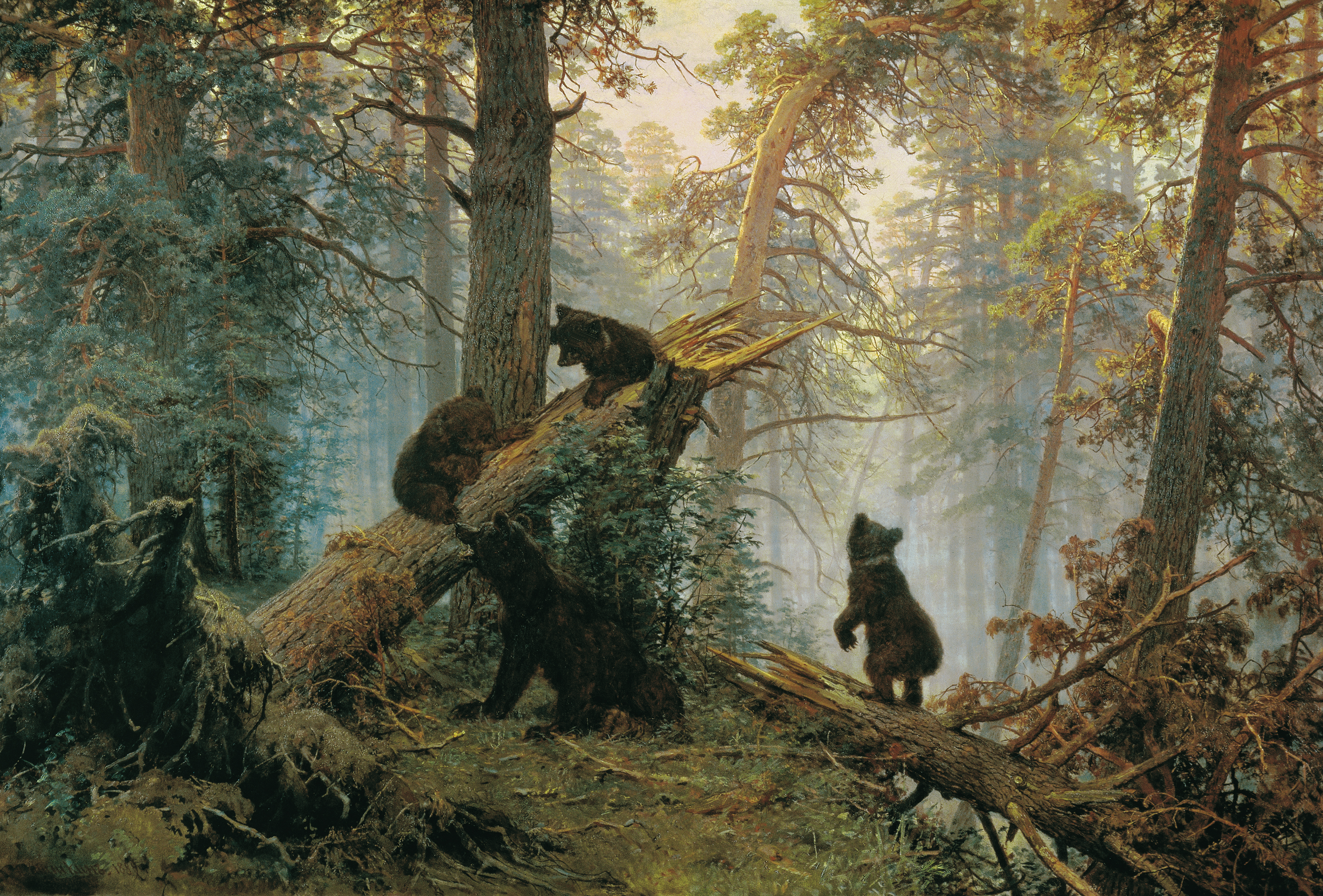
Poranek w sosnowym lesie (Утро в сосновом лесу, 1889, Galeria Trietiakowska) – jeden z najsławniejszych obrazów Szyszkina
Deszcz w dębowym lesie (Дождь в дубовом лесу, 1891)
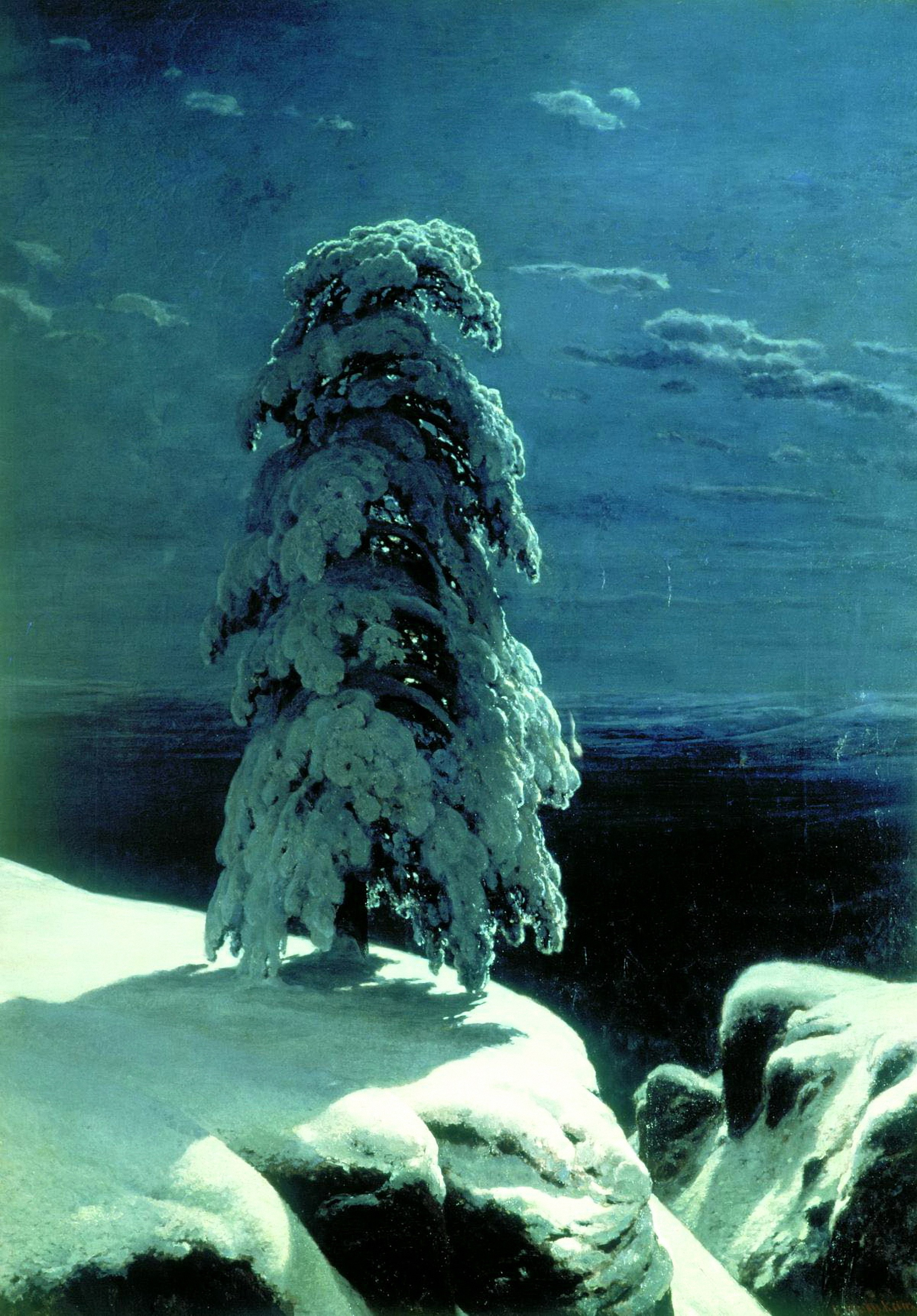
Na dzikiej Północy... (На севере диком..., 1891)
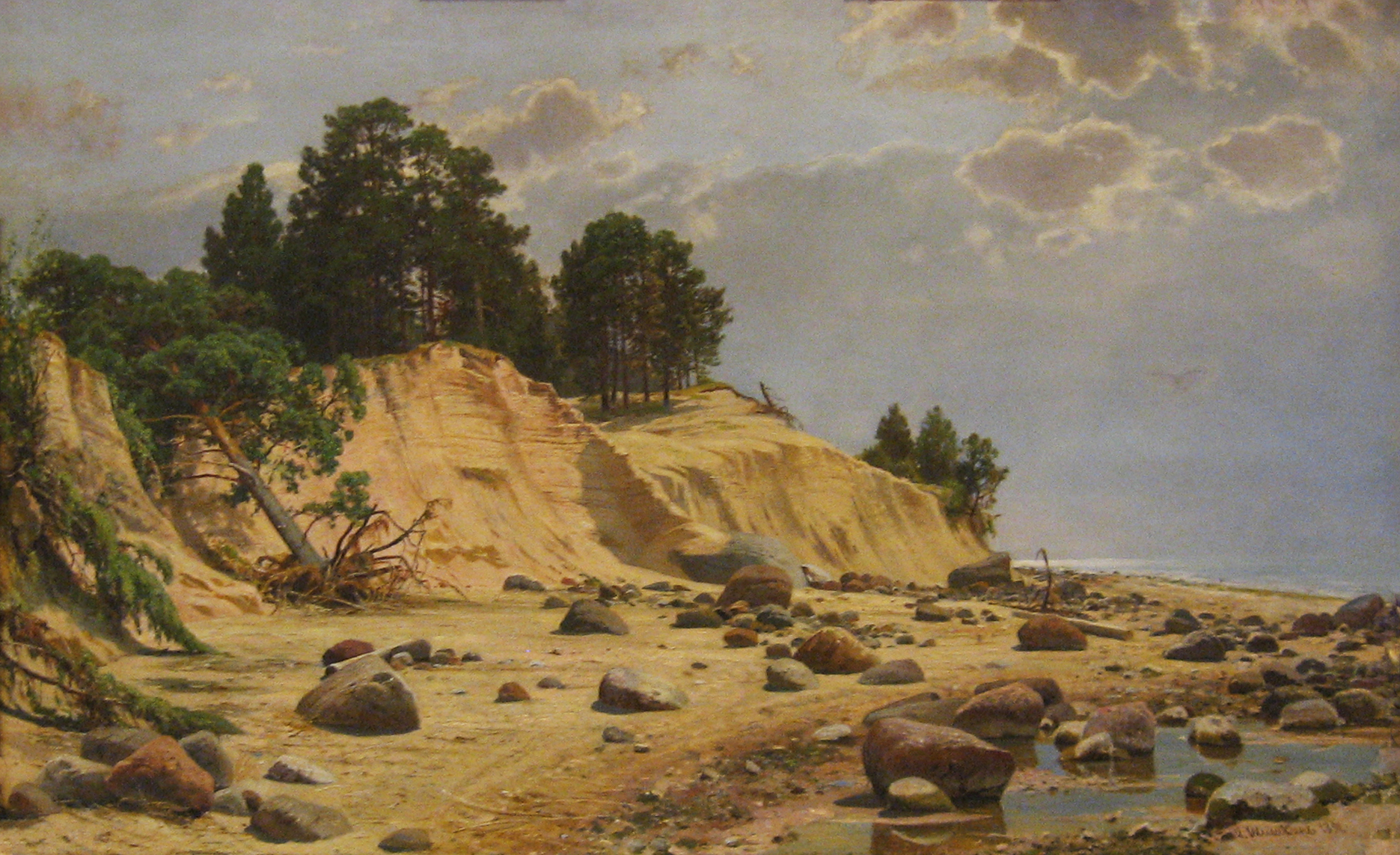
Po burzy w Mary-Howie (После шторма в Мери-Хови, 1891)
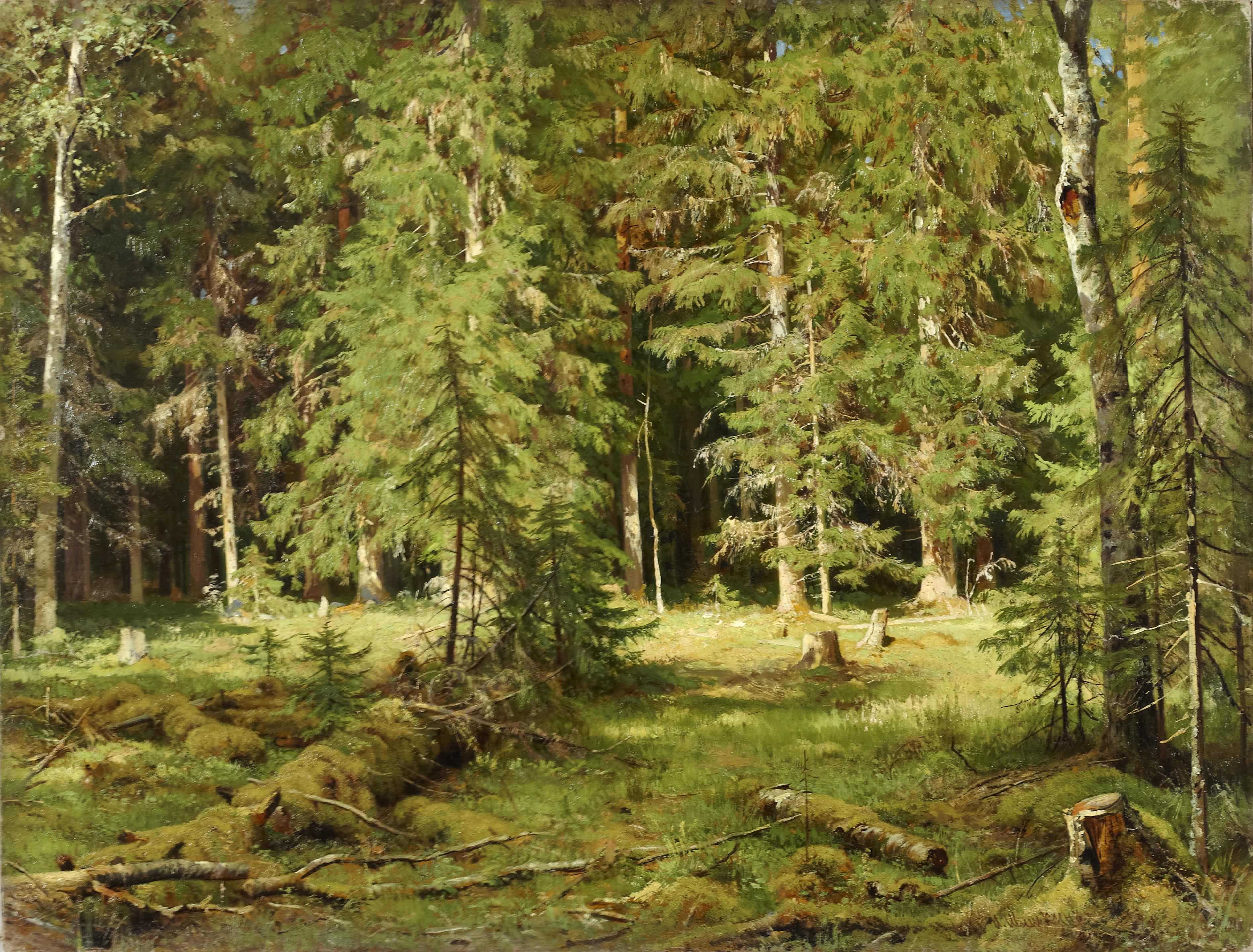
Las (Лес, 1895)